# Łaszczów-Kolonia
Łaszczów-Kolonia – wieś w Polsce położona w województwie lubelskim, w powiecie tomaszowskim, w gminie Łaszczów.
1 stycznia 2010 roku część tej miejscowości została włączona do miasta Łaszczów.
W latach 1975–1998 miejscowość administracyjnie należała do województwa zamojskiego.
Wieś stanowi sołectwo gminy Łaszczów obejmujące także część terenu miasta. Według Narodowego Spisu Powszechnego z roku 2011 wieś 126 liczyła  mieszkańców.